# The Biographical Dictionary of British Quakers in Commerce and Industry 1775-1920
  The Biographical Dictionary of British Quakers in Commerce and Industry 1775-1920  ("Il dizionario biografico dei quaccheri inglesi nel commercio e nell'industria, dal 1775 al 1920") è un dizionario biografico di circa 2.800 voci, pubblicato nel 2007 e redatto da Edward H. Milligan, storico quacchero e bibliotecario nella Friends House, la sede della comunità quacchera inglese ubicata nel centro di Londra.
Per questa pubblicazione, l'autore fu premiato nel 2009 col Besterman/McColvin Award, dopodiché ricevette un dottorato honoris causa dall'Università di Lancaster.
Il testo è corredato da cinque indici analitici: illustrazioni (in bianco e nero), occupazioni, luoghi, maestri dell'apprendistato, scuole frequentate.